# Dominique Dufourny
Dominique Alice Madeleine Dufourny (Elsene, 24 augustus 1961) is een Belgische politica voor de liberale MR.

## Levensloop
Dominique Dufourny behaalde het diploma van geaggregeerde in wiskunde, fysica en chemie aan de Normaalschool Charles Buls in Brussel en werd beroepshalve lerares in het duaal onderwijs. Ook was ze van 2005 tot 2024 zaakvoerster van een bedrijf in de detailhandel.
Voor de toenmalige PRL, tot 2002 de voorloper van de MR, werd Dufourny in oktober 1988 verkozen tot gemeenteraadslid van Elsene. Begin januari 1989 trad ze toe tot het schepencollege als schepen van Gezin, Jeugd en Sport. Ze bleef schepen tot eind 2000, toen de PRL in de oppositie belandde. Zes jaar later, in oktober 2006, was Dufourny lijsttrekker van de MR. De partij belandde na deze verkiezingen terug in het college van burgemeester en schepenen en Dufourny werd eerste schepen, bevoegd voor Handel, Burgerlijke Stand en Sport. Na de gemeenteraadsverkiezingen van 2012 bleef ze aan als eerste schepen en werd naast haar eerdere bevoegdheden tevens belast met Economische Ontwikkeling. In januari 2016 volgde ze Willy Decourty op als burgemeester van de stad. Dufourny bekleedde dit mandaat tot eind 2018 en belandde vervolgens als gemeenteraadslid in de oppositie. Ze bleef gemeenteraadslid tot in augustus 2024.
Van mei 2003 tot juli 2004 zetelde Dufourny als opvolgend lid in het Brussels Hoofdstedelijk Parlement, waar ze ging deel uitmaken van de commissie Leefmilieu, Natuurbehoud en Waterbeleid. In juni 2007 kwam ze terug in dit parlement terecht ter opvolging van de overleden Jacques Simonet en ging ze er zetelen in de commissie Ruimtelijke Ordening, Stedenbouw en Grondbeleid. Ditmaal zetelde ze in het Brussels Parlement tot aan de Brusselse gewestverkiezingen van juni 2009, waarbij ze niet werd herkozen. In mei 2014 raakte ze wel verkozen in het Brussels Hoofdstedelijk Parlement, waar ze deze keer tien jaar bleef zetelen, tot aan de Brusselse gewestverkiezingen van juni 2024. Gedurende die tien jaar zetelde Dufourny in de commissie Binnenlandse Zaken. Bij de verkiezingen van juni 2024 kwam ze niet langer op.